# Resolutie 172 Veiligheidsraad Verenigde Naties
Resolutie 172 van de Veiligheidsraad van de Verenigde Naties werd als eerste van twee resoluties en unaniem op 26 juli 1962 aangenomen.

## Inhoud
De Veiligheidsraad:
- Heeft de aanvraag van de Republiek Rwanda voor lidmaatschap van de VN bestudeerd.
- Beveelt de Algemene Vergadering aan Rwanda het lidmaatschap toe te kennen.

## Verwante resoluties
- Resolutie 167 Veiligheidsraad Verenigde Naties (Mauritanië)
- Resolutie 170 Veiligheidsraad Verenigde Naties (Tanganyika)
- Resolutie 173 Veiligheidsraad Verenigde Naties (Burundi)
- Resolutie 174 Veiligheidsraad Verenigde Naties (Jamaica)

Lijst ·  171 ·  172 ·  173 ·  174 ·  175 ·  176 ·  177